# Forte della Rocchette

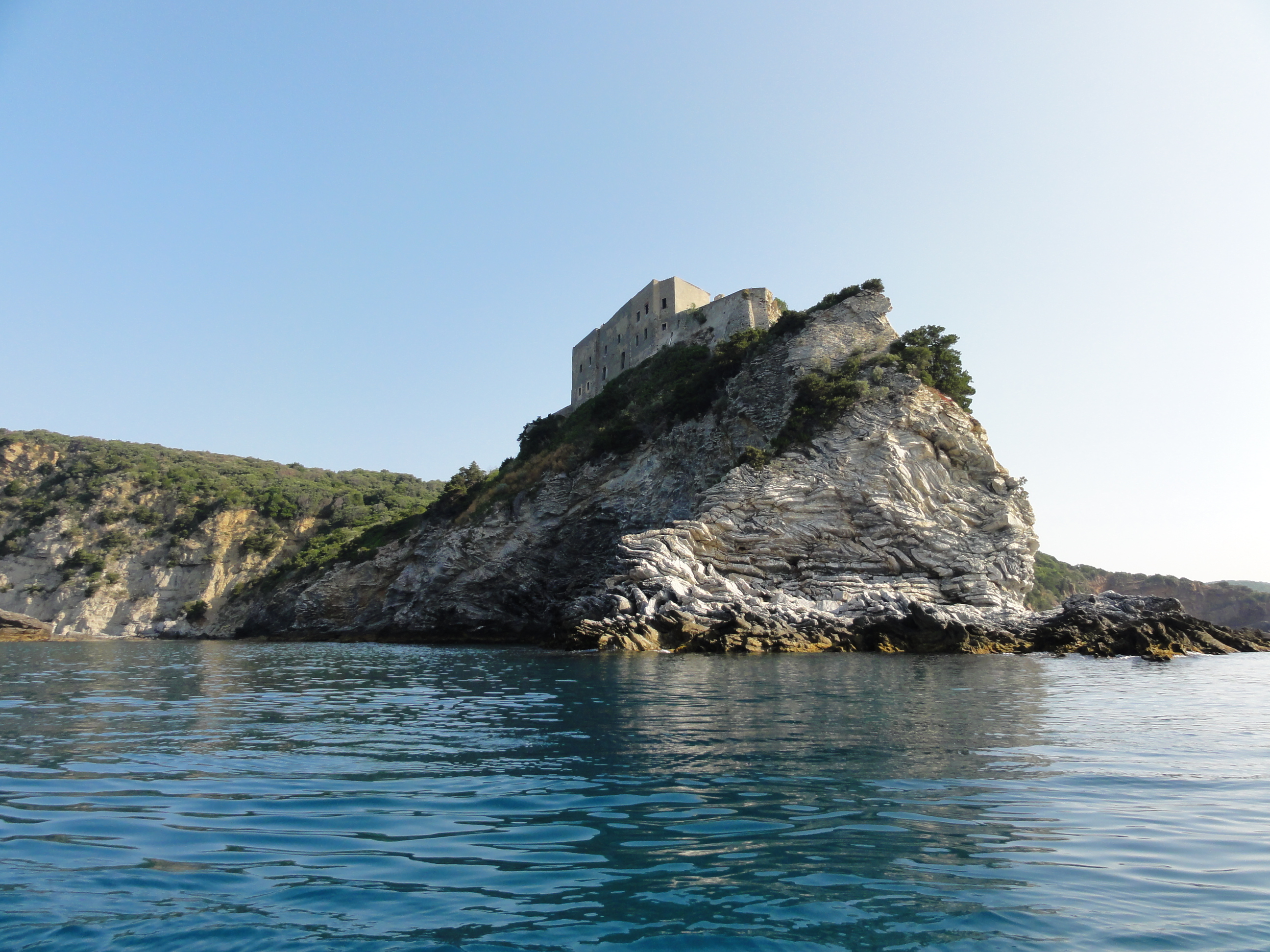
Le Rocchette

Forte delle Rocchette är en kustfästning belägen vid den toskanska kusten i kommunen Castiglione della Pescaia, provinsen Grosseto, i regionen Toscana, Italien. Fästningen är placerad på en höjd ovanför stranden Rocchette, med utsikt över Tyrrenska havet, och har historiskt tjänat som militärt vakttorn och kustförsvar.

## Historia
Det nuvarande fortet har sitt ursprung i ett medeltida vakttorn som tros ha uppförts under 1100-talet. Tornet tillhörde troligen den inflytelserika adelsfamiljen Aldobrandeschi, som kontrollerade stora delar av Maremma-regionen under denna tid. Under senmedeltiden övertogs området av Republiken Siena, vilket ledde till att tornet fick en defensiv funktion inom det sieneska kustförsvaret.
Efter att området införlivades i storhertigdömet Toscana under 1500-talet beordrade Cosimo I de’ Medici förstärkningar av kustförsvaret mot osmanska och barbarska sjörövare. Det ursprungliga tornet byggdes då om och förstärktes till ett mindre kustfort, vilket gjorde Forte delle Rocchette till en del av det bredare nätverket av torn och fästen som skyddade Toskana mot attacker från havet.

## Arkitektur
Fästningen har en kompakt, fyrkantig plan med kraftiga murar och små skottgluggar, anpassade för dåtidens artilleri och handeldvapen. Den är byggd i lokal sten och är strategiskt placerad för maximal övervakning av kusten och havsbandet. Under 1700- och 1800-talen genomgick byggnaden flera restaureringar och anpassningar, men bevarade sin ursprungliga defensiva struktur.
Till skillnad från större fortifikationer i regionen, såsom Forte Stella i Porto Ercole, hade Forte delle Rocchette en främst lokal och taktisk roll, snarare än en strategisk regional funktion.

## Användning under 1800- och 1900-talen
Under Italiens enande under 1800-talet förlorade många av kustforten sin militära betydelse. Forte delle Rocchette omvandlades successivt till en civil bostad och användes också som kustbevakningsstation. Under en period användes tornet även som fyr eller signalstation, även om det aldrig blev en officiell del av det nationella fyrsystemet.

## Privat ägo
I slutet av 1900-talet övergick fästningen i privat ägo. Den är  stängd för allmänheten och fungerar som privatbostad. Trots detta är fortet väl synligt från stranden Rocchette och utgör ett välkänt landmärke längs denna del av den toskanska kusten.

## Kulturell betydelse
Forte delle Rocchette är ett exempel på den typiska toskanska kustförsvarsarkitekturen från Medici-eran och har bevarat sitt historiska uttryck genom seklerna. Det är en del av det rika historiska och arkitektoniska arvet i Maremma-området och omnämns i flera regionala guider och historiska verk, inklusive Torri e Castelli della Provincia di Grosseto (Guerrini, 1999).